# Patrick Sannino
Vous pouvez aider à l'améliorer ou bien discuter des problèmes sur sa page de discussion.
- Certaines informations devraient être mieux reliées aux sources mentionnées dans la bibliographie ou les liens externes. Améliorez sa vérifiabilité en les associant par des références. (Marqué depuis avril 2016)
- Sa forme n’est pas encyclopédique et ressemble trop à un curriculum vitæ. Modifiez le texte pour aider à le transformer en article neutre. (Marqué depuis avril 2016)

Patrick Sannino, né le 11 janvier 1952 à Alger, est ancien huissier de justice et ancien président de la Chambre nationale des commissaires de justice de 2019 à 2022.

## Biographie
Il entre à la Faculté de droit de Besançon en 1972. Il effectue son stage professionnel à Belfort. Il obtient son diplôme de l’École nationale de procédure en 1978. Il est titulaire de l’examen professionnel l'année suivante.

## Carrière
Patrick Sannino fut huissier de justice à Chambéry de janvier 1980 à juillet 2022

### Mandats

#### Fonctions locales
Il a été président de la Chambre départementale des huissiers de justice de la Savoie de 1985 à 1996, puis vice-président de la Chambre régionale des huissiers de justice du ressort de la cour d'appel de Chambéry de 1997 à 2000.

#### Fonctions nationales
En 1984, il est président du Mouvement des Jeunes huissiers de justice.
Il est de 1992 à 1997 et depuis 2004, délégué de la cour d’appel de Chambéry.
À partir de 2008, il intègre le bureau de la Chambre nationale des huissiers de justice, dont il est trésorier de 2008 à 2012, puis vice-président de 2012 à 2013.
Il est élu président de la Chambre nationale des huissiers de justice en 2014 pour un mandat de deux ans, et réélu en 2016 jusqu'au 31 décembre 2018.
Il est président de la Chambre nationale des commissaires de justice depuis le 1er janvier 2019, après avoir été élu président de la section professionnelle huissier de justice de cette même chambre, pour un mandat courant ayant pris fin le 30 juin 2022.   

#### Fonctions internationales
Il a également été Président de la Fondation de la Chambre européenne des huissiers de justice à patir de 2014.

## Prises illégales d'intérêts
En juin 2020, une enquête préliminaire est ouverte par le parquet de Paris à l'encontre de Patrick Sannino pour prises illégales d'intérêts dans ses fonctions de président de la Chambre nationale des commissaires de justice.

## Décorations
Patrick Sannino est :
- Commandeur dans l'Ordre de la Légion d Honneur depuis 2021
- Officier dans l'Ordre de la Légion d Honneur depuis 2011,
- officier du mérite hongrois depuis 2017
- Chevalier dans l’Ordre de la Légion d’Honneur depuis 2002,
- Chevalier dans l'Ordre national du Mérite depuis 1992